# Usur (Zahnmedizin)

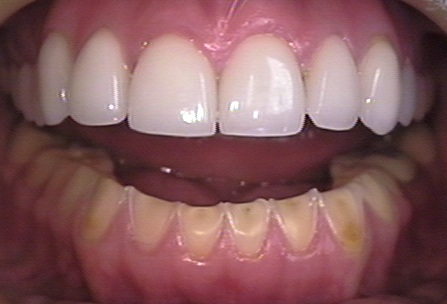
Gebiss, das von Usur betroffen ist. Die Zähne werden kleiner aber nicht schmaler.

Usur (artifizielle Abrasion, lat.: Usura) ist ein begrenzter Substanzverlust der meist an den Schneidekanten der Zähne durch „schlechte Angewohnheiten“, z. B. berufsmäßiges Halten von Werkzeugen (Nägeln, Stecknadeln) oder Säuren (Pipettieren) entsteht; beim Pfeifenraucher auch als Pfeifenusur oder Pfeifenraucherloch bekannt.